# 與敵同行

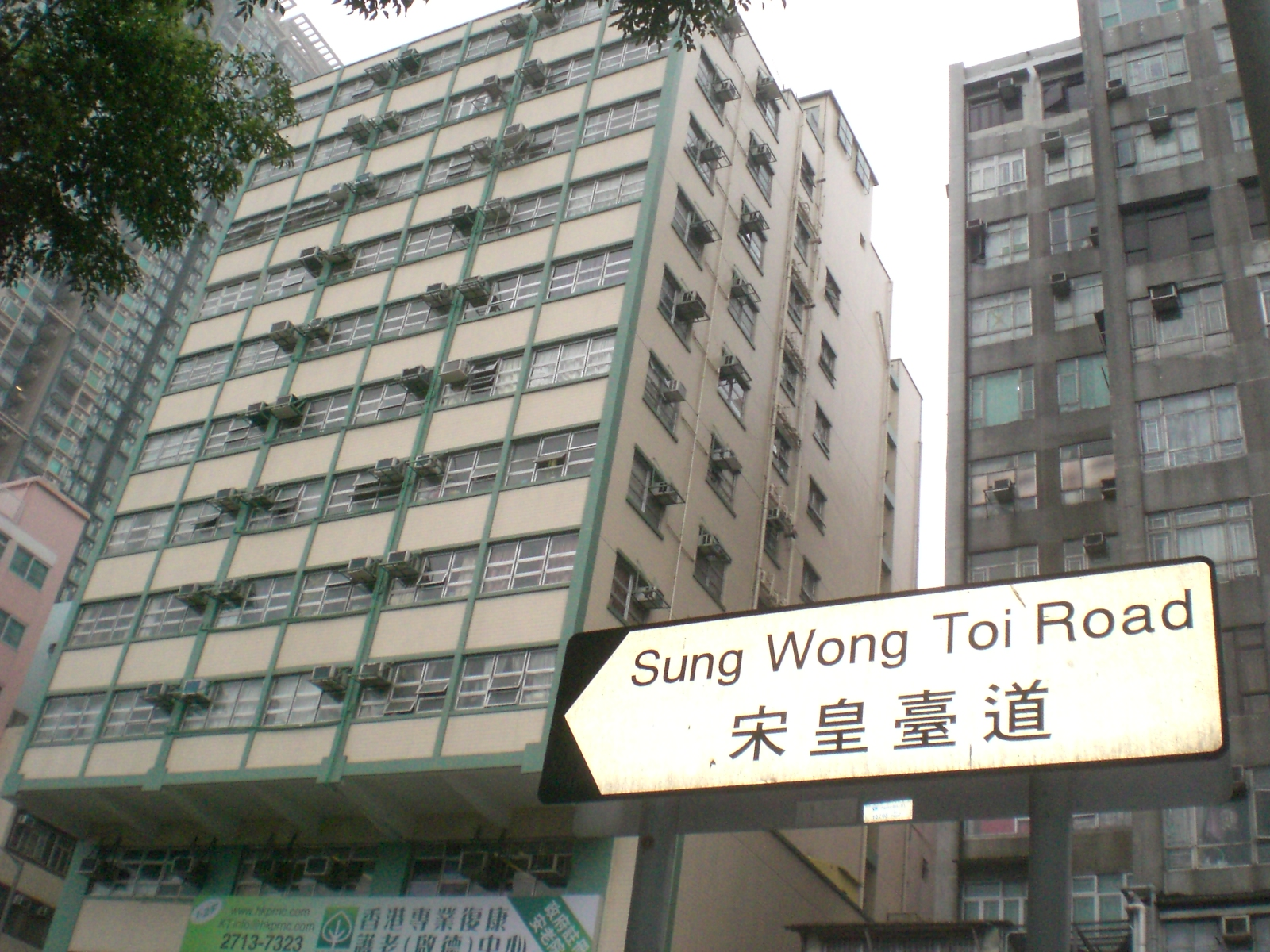
《與敵同行》曾於圖左大廈天台取景

《與敵同行》（英語：Last One Standing）是香港電視廣播有限公司製作的時裝懸疑電視劇，由郭晉安、鄭嘉穎及蒙嘉慧領銜主演，並由商天娥、姚子羚、呂珊、麥長青、蔡子健、黎宣及何綺雲聯合演出，監製為王心慰。

## 劇情
張承希（鄭嘉穎飾）被控謀殺其繼父曾樹樑，被判誤殺罪成，在獄中度過十年。承希心中清楚，自己只是打傷對妹妹有不軌企圖的繼父，之後便離開現場，離開時繼父仍清醒，所以他並無殺人，更無毀屍滅跡，殺害他繼父的是另有其人。出獄後承希努力查明真相，發現真兇乃姑丈姑母的養子，與他無血緣關係之表哥唐立言（郭晉安飾），惟立言表面是正人君子，是公證行的老闆，在衆人中享有很好的聲譽。為了揭發立言的真面目，承希進入立言的公證行工作，暗中找尋可以指正立言的證據。承希想盡辦法掩飾心中想法，刻意親近立言，同時又怕狡猾的立言識破，於是兩人展開驚心動魄的較量...

## 演員表

### 唐家
| 演員           | 角色     | 關係 | 暱稱                               |
| 黎 宣          | 唐李素娥 | 唐學仁之母 唐凱敏之祖母 張麗芬之家姑 唐立言無血緣關係之祖母，一直認為他心術不正，並處處針對他，後反目，並被其多番設局令所有人以為其有妄想症，間接令其遇上車禍 於第6集企圖阻止唐立言及利佩嘉之間婚禮未遂 於第9集不同意唐立言賣樓未遂，後離家出走令唐學仁表面屈服（實際上繼續賣樓） 於第13集認為唐立言覬覦唐學仁之遺產而使計令其心臟病發身亡及將所有遺產交予其 於第14集起遭唐立言陷害及恐嚇，令張麗芬等人以為其有被害妄想症 於第15集應張承希提議安裝針孔攝錄機偷拍唐立言，同集向張承希繳交唐立言之犯罪證據時因唐立言持續之恐嚇使自己變得有被害妄想症而誤以為遭其追捕，結果因分心而遭車撞至重傷，後於同集末甦醒並警告唐凱敏要小心唐立言 於第16集誤以為遭張承希出賣而與其及唐立言爭執，期間過份激動而逝世 | 嫲嫲、唐老太、死老嘢（唐立言尊稱） |
| 秦 煌          | 唐學仁   | 公務員，後退休 李素娥之子 張麗芬之夫 張永泰之妹夫 唐凱敏之父 張承希、張頌思之姑丈 Billy之姑公 唐立言之養父，一直被其假面目欺騙，死後被其吞併所有財產 於第9集與唐立言合謀向唐李素娥等人隱瞞賣樓一事 於第12集退休，同集與張麗芬晨運時不慎跌倒而入院，後無恙 於第13集因心臟病發身亡，死後將所有財產交予唐立言 | 肥爸、阿仁                         |
| 呂 珊          | 唐張麗芬 | 唐學仁之妻 張永泰之妹 李素娥之媳婦 唐凱敏之母 張承希、張頌思之姑姐 Billy之姑婆 唐立言之養母，一直被其假面目欺騙，後反目，最後假意和好 患有柏金遜症，需定時到醫院覆診 於第16集因唐學仁、唐李素娥接連去世而令柏金遜症病情急轉直下 於第17集企圖跳樓自殺未遂，被唐凱敏所救；同集確診抑鬱症 於第20集被唐立言企圖帶離張家未遂，被張承希所救；後被唐立言拋向地下而受重傷 | 靚媽                               |
| 王秉熹（童年） | 唐立言   | 自小居於孤兒院，後被唐學仁、張麗芬夫婦收養，原名趙立言 理證行員工，後辭職 言證行老闆 唐學仁、張麗芬之養子，一直以假面目欺騙他們，後與張麗芬反目，最後假意和好 唐凱敏無血緣關係之兄，後反目，最後假意和好 李素娥無血緣關係之孫，被其針對，非常憎恨其，後多番設局令所有人以為其有妄想症，間接令其遇上車禍身亡 張承希無血緣關係之表哥兼天敵，陷害其坐牢十年，後被其調查，後因利珮嘉而反目，最後假意和好，實為處心積慮要再次陷害他 張永泰、劉潔儀無血緣關係之外甥，後與劉潔儀反目，最後假意和好 張頌思無血緣關係之表哥 楊健業無血緣關係之表大舅 Billy無血緣關係之表舅父 利珮嘉之男友，後分手並反目，最後假意和好，實為處心積慮要陷害她 於第1集（1997年4月6日）因與曾樹樑分賄款不均而殺之，並嫁禍及指證張承希殺人 於第18集在樓梯推倒Fiona 於第22集綁架張承希和劉潔儀並墮樓引致癱瘓，被判入獄三年，最後計劃在出獄後報仇，並未真切反省 | 言哥、阿言                         |
| 郭晉安         | 唐立言   | 自小居於孤兒院，後被唐學仁、張麗芬夫婦收養，原名趙立言 理證行員工，後辭職 言證行老闆 唐學仁、張麗芬之養子，一直以假面目欺騙他們，後與張麗芬反目，最後假意和好 唐凱敏無血緣關係之兄，後反目，最後假意和好 李素娥無血緣關係之孫，被其針對，非常憎恨其，後多番設局令所有人以為其有妄想症，間接令其遇上車禍身亡 張承希無血緣關係之表哥兼天敵，陷害其坐牢十年，後被其調查，後因利珮嘉而反目，最後假意和好，實為處心積慮要再次陷害他 張永泰、劉潔儀無血緣關係之外甥，後與劉潔儀反目，最後假意和好 張頌思無血緣關係之表哥 楊健業無血緣關係之表大舅 Billy無血緣關係之表舅父 利珮嘉之男友，後分手並反目，最後假意和好，實為處心積慮要陷害她 於第1集（1997年4月6日）因與曾樹樑分賄款不均而殺之，並嫁禍及指證張承希殺人 於第18集在樓梯推倒Fiona 於第22集綁架張承希和劉潔儀並墮樓引致癱瘓，被判入獄三年，最後計劃在出獄後報仇，並未真切反省 | 言哥、阿言                         |
| 姚子羚         | 唐凱敏   | 唐學仁、張麗芬之女 Billy之表姨 李素娥之孫女 張永泰、劉潔儀之外甥女 張承希、張頌思之表妹，並暗戀張承希 唐立言無血緣關係之妹，一直被其假面目欺騙後反目，最後假意和好 Alex之鬥氣冤家兼暗戀對象，後為女友 | Mandy、表妹                        |

### 張家
| 演員           | 角色   | 關係 | 暱稱                                     |
| 高俊文         | 張永泰 | 張承希、張頌思之父 劉潔儀之第一任丈夫 杨健业之岳父 Billy之外祖父 唐學仁之大舅 張麗芬之兄 唐凱敏之舅父 已去世 |                                          |
| 羅樂林         | 曾樹樑 | 劉潔儀之第二任丈夫 德仔之父 張承希、張頌思之繼父，曾對張頌思有非份之想而被張承希打傷 Billy之繼外祖父 與陳巨榮勾結，引薦唐立言為他偽造評估，詐取五百萬保險金 最後因與唐立言分賄款不均而被他殺害 | 衰人（張承希自小到第1集專稱） 阿叔、阿樑 |
| 商天娥         | 劉潔儀 | 張永泰、曾樹樑之妻 張承希、張頌思之母，並與張承希不和，後和好 杨健业之岳母 Billy之外祖母 唐凱敏之舅母 唐立言無血緣關係之舅母，一直被其假面目欺騙，後反目，最後和好 張麗芬之大嫂 | Mon姐                                    |
| 吳諾弘（童年） | 張承希 | 大學畢業生，畢業後入職懲教署 於第1集（1997年）被唐立言嫁禍殺人而被判入獄十三年，後於同集（2007年）出獄（扣除假期），先後為便利店、言證行職員，於第22集為釋囚輔導 張永泰、劉潔儀之子，自小已經與劉潔儀不和，後和好 張麗芬、唐学仁之侄 曾樹樑之繼子，自小已經與其不和 張頌思之兄 杨健业之大舅 Billy之舅父 唐凱敏之表哥兼暗戀對象 唐立言無血緣關係之表弟兼天敵，被其陷害坐牢十年，最後和好，實為其是假意及暗地裏計劃再次陷害 馬愛琳之男友，後分手 鍾情利珮嘉 | 阿希                                     |
| 鄭嘉穎         | 張承希 | 大學畢業生，畢業後入職懲教署 於第1集（1997年）被唐立言嫁禍殺人而被判入獄十三年，後於同集（2007年）出獄（扣除假期），先後為便利店、言證行職員，於第22集為釋囚輔導 張永泰、劉潔儀之子，自小已經與劉潔儀不和，後和好 張麗芬、唐学仁之侄 曾樹樑之繼子，自小已經與其不和 張頌思之兄 杨健业之大舅 Billy之舅父 唐凱敏之表哥兼暗戀對象 唐立言無血緣關係之表弟兼天敵，被其陷害坐牢十年，最後和好，實為其是假意及暗地裏計劃再次陷害 馬愛琳之男友，後分手 鍾情利珮嘉 | 阿希                                     |
| 冼迪琦（童年） | 張頌思 | 張永泰、劉潔儀之女 张丽芬、唐学仁之侄女 Billy之母 張承希之妹，間接令其入獄 楊健業之妻 曾樹樑之繼女，曾被他意圖侵犯，令張承希前往找並打傷其 唐凱敏之表姊 唐立言無血緣關係之表妹 | 阿思                                     |
| 何綺雲         | 張頌思 | 張永泰、劉潔儀之女 张丽芬、唐学仁之侄女 Billy之母 張承希之妹，間接令其入獄 楊健業之妻 曾樹樑之繼女，曾被他意圖侵犯，令張承希前往找並打傷其 唐凱敏之表姊 唐立言無血緣關係之表妹 | 阿思                                     |
| 蔡子健         | 楊健業 | 區議員 張頌思之夫 Billy之父 張承希之妹夫，協助其搜集唐立言的犯罪證據，並佯作與張承希不和 張永泰、劉潔儀之女婿 唐立言無血緣關係之表妹夫 | 阿業                                     |
| 王樹熹         | Billy  | 楊健業、張頌思之子 張永泰、劉潔儀之外孫 唐凱敏之表姨甥 唐學仁、張麗芬之外甥孫 唐立言無血緣關係之表外甥 |                                          |

### 利家
| 演員   | 角色   | 關係 | 暱稱                           |
| 姚瑩瑩 | 利珮珊 | 利珮嘉之姊 | Sandy                          |
| 蒙嘉慧 | 利珮嘉 | 新聞主播 利珮珊之妺 唐立言之女友兼未婚妻，後分手並反目，最後假意和好，實為被其處心積慮陷害 張承希之鍾情對象 曾為監獄義工，並在獄中認識張承希 於第4集登場 | Carmen、Carmen姐（唐凱敏尊稱） |
| 余慕蓮 | 王美娟 | 利家傭人 | 娟姐                           |

### 言證行
| 演員           | 角色    | 關係 | 暱稱       |
| 郭晉安         | 唐立言  | 老闆 參見唐家 | 言哥、Boss |
| 劉雋賢（童年） | 潘志勤  | 調查員 Fiona之男友 唐立言、張承希之好友，與唐立言一同於孤兒院長大，後和他反目 於第21集被唐立言恐嚇，後不小心被張承希發現，答應協助其揭發唐立言的罪行，假意被其打至重傷(超人） | 大嚿       |
| 麥長青         | 潘志勤  | 調查員 Fiona之男友 唐立言、張承希之好友，與唐立言一同於孤兒院長大，後和他反目 於第21集被唐立言恐嚇，後不小心被張承希發現，答應協助其揭發唐立言的罪行，假意被其打至重傷(超人） | 大嚿       |
| 陳美詩         | 馬愛琳  | 財務顧問 唐立言之下屬 被張承希刻意接近，後為其女友，最後分手 | Kelly      |
| 楊英偉         | 趙家杰  | 職員，後因意圖出賣公司而被解僱 唐立言之得力助手，知道其以往所有受賄罪行 於第14集向唐立言尋仇不果，因其見死不救而墮樓身亡                                                      | Roy、Roy哥 |
| 李雨陽         | Alex    | 職員 唐凱敏之鬥氣冤家，並暗戀她，後為男友 |            |
| 黃安琪         | Cindy   | 職員 唐立言之秘書 |            |
| 羅天池         | Ben     | 職員 |            |
| 曾愛媚         | May     | 職員 |            |
| 徐玟晴         | June    | 職員 |            |
| 何慕琪         |         | 職員 |            |
| 鄭嘉穎         | 張承希  | 職員 參見張家 | 阿希       |
| 陳少邦         | Desmond | 新職員 |            |
| 張達倫         | Eric    | 新職員 |            |

### 西九龍重案組
| 演員   | 角色     | 關係                        |
| 歐瑞偉 | 李sir    | 警長                        |
| 鄭世豪 | CID      | 警员 李sir之下属            |
| 楊鴻俊 | CID      | 警员 李sir之下属            |
| 麥子樂 | CID      | 警员 李sir之下属            |
| 翟兆麟 | CID      | 警员 李sir之下属            |
| 寧 進  | CID      | 警员 李sir之下属            |
| 張穎康 | CID      | 警员 李sir之下属            |
| 湯展雄 | CID      | 警员 李sir之下属            |
| 馬貫東 | CID      | 警员 李sir之下属            |
| 鄒永彪 | CID      | 警员 李sir之下属            |
| 林遠迎 | CID高    |                             |
| 何奕聰 | ICAC探員 |                             |
| 鍾建文 | ICAC探員 |                             |
| 卓 躒  | CID      | 於第1集（1997年）逮捕張承希 |
| 魏惠文 | CID      | 於第1集（1997年）逮捕張承希 |
| 陳宙希 | CID      | 於第1集（1997年）逮捕張承希 |
| 何慶輝 | CID      | 於第1集（1997年）逮捕張承希 |

### 其他演員
| 演員   | 角色           | 關係 | 暱稱   |
| 姚樂怡 | 蘇麗花         | 曾樹樑的茶餐廰中的收銀員兼情婦，替其接收「外圍馬」的資料 德仔之母 被張承希接濟以獲得唐立言殺害曾樹樑的證據                         | 花姐   |
| 袁彩雲 | Fiona          | 空姐 潘志勤之女友 利珮嘉、馬愛琳之好友 於第18集被唐立言推下樓梯受傷，後康復                                                        |        |
| 邵卓堯 | 陳巨榮         | 家具公司老闆 曾樹樑之好友 十年前利用曾樹樑收买唐立言詐騙保險金，欺騙張承希擁有唐立言受賄的證據，以換取來港治療腎石的手術費，後逃走 |        |
| 鍾志光 | 阿 強          | 懲教署阿sir |        |
| 王俊棠 | 李秋瑞         | 黑道大哥 麻將館老闆 縱火自燒鋪頭騙取保險金 多次襲擊兼恐嚇唐立言 於第2集被捕                                                        | 抽水哥 |
| 甄志強 | 王律師         | 起诉张承希之检控官（第1集，1997年） 唐立言之熟客                                                                                   | Jeff   |
| 楊家盛 | 德 仔          | 曾樹樑、蘇麗花之子 張承希之好友 |        |
| 陳穎妍 | 寶             | 電視台同事 |        |
| 周寶霖 | 雯             | 電視台同事 |        |
| 賀文傑 | 昇             | 電視台同事 |        |
| 潘冠霖 |                | 電視台同事 |        |
| 趙靜儀 | 小 紅          | 楊建業光顧過的妓女，令張承希知道楊建業並非殺害曾樹樑的真兇                                                                         |        |
| 李啟傑 | 鋼牙超         | |        |
| 黃淑君 | Cat            | |        |
| 趙敏通 | 管 房          | |        |
| 何俊軒 | 保鑣凌         | |        |
| 傅劍虹 | 保 鑣          | |        |
| 林祐飛 | 保 鑣          | |        |
| 蔡康年 | 銀行經理       | |        |
| 陸駿光 | 葉助手         | |        |
| 趙樂賢 | 葉助手         | |        |
| 凌禮文 | 明記茶餐廳老闆 | |        |
| 梁健平 | Simon          | |        |
| 柯 嵐  | 囚 犯          | |        |
| 陳健文 | 程醫生         | |        |
| 李岡龍 | 廚 師          | |        |
| 謝兆韻 | 護 士          | |        |
| 王基信 | BAR-tender     | |        |
| 彭冠中 | 酒 保          | |        |
| 張國威 | 羅事主         | 羅父、羅母之子 因瘸脚而要求赔保险金                                                                                                |        |
| 李海生 | 羅 父          | 羅事主之父 |        |
| 廖麗麗 | 羅 母          | 羅事主之母 |        |
| 陳勉良 | 老 闆          | |        |
| 李鴻   | 周經理         | |        |
| 孫季卿 | 金吊桶         | 算命師 |        |
| 黃文標 | 大 喪          | 利佩珊欠高利貸的債主 |        |
| 趙永洪 | 超             | 大牌檔侍應生 |        |
| 曾健明 | 業 主          | |        |
| 郭德信 | 洪 生          | |        |
| 曾琬莎 | 護 士          | |        |
| 張松枝 | Paul           | 心理醫生 唐凱敏的朋友 |        |
| 蕭徽勇 | 梁醫生         | |        |
| 黄文蔚 | Alan Ma        | P&E證券公司經紀 |        |
| 湯展雄 | 公寓老闆       | |        |
| 吳幸美 | 酒店員工       | |        |
| 鄒永彪 | 黃公子         | 富家子 同性恋者 |        |
| 顏國梁 | 董先生         | 保险经纪 与唐立言同流合污 | Jack   |
| 李漫芬 | 秘 書          | |        |
| 鄺佐輝 | 醫 生          | |        |
| 寧 進  | 保 安          | |        |
| 許明志 | 保 安          | |        |
| 楊 明  | 賓館老闆       | |        |

## 軼事
- 本劇是郭晉安和鄭嘉穎繼《天地傳說之魚美人》及《美麗在望》後第三度合作。
- 本劇是郭晉安繼《超能幹探SuperCop》、《笑看風雲》、《離島特警》、《刑事偵緝檔案IV》後第五度飾演反派。他在2014年首播的《忠奸人》中同樣飾演反派，故《忠奸人》被視為本劇的精神續集。
- 劇中呂珊和郭晉安飾演養母子，現實中兩人同樣在1964年出生。
- 本劇是呂珊和鄭嘉穎繼《法证先锋II》後再度飾演姑侄角色。

## 獎項殊榮

### 萬千星輝頒獎典禮2008
| 獎項                 | 得獎者   | 結果            |
| -------------------- | -------- | --------------- |
| 最佳劇集             | 與敵同行 | 提名            |
| 最佳男主角           | 鄭嘉穎   | 提名（最後5強） |
| 我最喜愛的電視男角色 | 鄭嘉穎   | 提名            |

## 收視

### 香港收视
以下為本劇於香港無綫電視翡翠台之收視紀錄：
| 週次 | 集數  | 日期                          | 平均收視 | 最高收視 |
| 1    | 01-05 | 2008年9月22日-2008年9月26日   | 28點     | 31點     |
| 2    | 06-10 | 2008年9月29日-2008年10月3日   | 27點     | 29點     |
| 3    | 11-15 | 2008年10月6日-2008年10月10日  | 28點     | 32點     |
| 4    | 16-18 | 2008年10月13日-2008年10月17日 | 31點     |          |
| 4    | 19-20 | 2008年10月18日                | 31點     | 34點     |

### 广州收视
| 集数  | CSM省网 | 单集最高 | CSM市网 | 单集最高 | 合计  | 分月收视               |
| ----- | ------- | -------- | ------- | -------- | ----- | ---------------------- |
| 1-5   |         |          |         |          |       | 1-7集17.55 8-20集21.05 |
| 6-10  | 6.13    | 6.3      | 11.26   | 12.57    | 17.39 | 1-7集17.55 8-20集21.05 |
| 11-15 | 7.71    | 7.88     | 12.81   | 15.63    | 20.52 | 1-7集17.55 8-20集21.05 |
| 16-20 | 8.24    | 9.53     | 14.38   | 15.13    | 22.62 | 1-7集17.55 8-20集21.05 |

## 外部連結
- TVB.com 與敵同行 （页面存档备份，存于）

| 搜神傳 -10月17日                     | 搜神傳 -10月17日                     | 搜神傳 -10月17日                                            | 畢打自己人 10月20日-                                        | 畢打自己人 10月20日-        |
| 尖子攻略 -9月19日                    | 尖子攻略 -9月19日                    | 少年四大名捕 9月22日-10月24日                               | 少年四大名捕 9月22日-10月24日                               | 東山飄雨西關晴 10月27日-    |
| 上一套： 溏心風暴之家好月圓 -9月21日 | 上一套： 溏心風暴之家好月圓 -9月21日 | 翡翠台/高清翡翠台第三綫劇集(2008) 與敵同行 9月22日-10月18日 | 翡翠台/高清翡翠台第三綫劇集(2008) 與敵同行 9月22日-10月18日 | 下一套： 珠光寶氣 10月20日- |

| 台灣 TVBS歡樂台 星期一至五 19:00-20:00 時段 | 台灣 TVBS歡樂台 星期一至五 19:00-20:00 時段           | 台灣 TVBS歡樂台 星期一至五 19:00-20:00 時段 |
| ------------------------------------------- | ----------------------------------------------------- | ------------------------------------------- |
|                                             | 與敵同行 （2009.8.25 - 2009.09.23）                   |                                             |
| 痞子英雄 重播，（2009.07.15 - 2009.08.24）  | 珠光寶氣 12月31日暫停播映 （2009.09.24 - 2010.01.18） |                                             |

| Astro華麗台 星期一至五 21:30-22:30 時段 | Astro華麗台 星期一至五 21:30-22:30 時段               | Astro華麗台 星期一至五 21:30-22:30 時段 |
| --------------------------------------- | ----------------------------------------------------- | --------------------------------------- |
|                                         | 與敵同行 11月19日暫停播映 （2009.11.03 - 2009.12.03） |                                         |
| 尖子攻略 （2009.10.06 - 2009.11.02）    | 珠光寶氣 12月4日暫停播映 （2009.12.07 - 2010.03.30）  |                                         |

| 星和视界 娱家戏剧台 劇集首映 20:00-21:00 時段 | 星和视界 娱家戏剧台 劇集首映 20:00-21:00 時段 | 星和视界 娱家戏剧台 劇集首映 20:00-21:00 時段 |
| --------------------------------------------- | --------------------------------------------- | --------------------------------------------- |
|                                               | 與敵同行 （2009.10.28 - 2009.11.26）          |                                               |
| 尖子攻略 （2009.09.30 - 2009.10.27）          | 東山飄雨西關晴 （2009.11.27 - 2010.01.07）    |                                               |

| 馬來西亞 八度空間 星期一至五 晚上 19:00-20:00 | 馬來西亞 八度空間 星期一至五 晚上 19:00-20:00 | 馬來西亞 八度空間 星期一至五 晚上 19:00-20:00 |
| --------------------------------------------- | --------------------------------------------- | --------------------------------------------- |
|                                               | 與敵同行 （2011.03.14 - 2011.04.12）          |                                               |
| 原來愛上賊 （2011.02.11 -2011.03.11 ）        | 巾幗梟雄 （2011.04.13 -~ ）                   |                                               |